# Stanislas Nordey
Pour les articles homonymes, voir Mokiejewski et Nordey.
Stanislas Mokiejewski, dit Stanislas Nordey, né le 12 septembre 1966 à Paris, est un comédien et metteur en scène français. Il dirige de 2014 à 2023 le théâtre national de Strasbourg.

## Biographie
Stanislas Nordey est le fils du cinéaste Jean-Pierre Mocky et de l'actrice Véronique Nordey. Ses parents se séparent alors qu'il a cinq ans. Après des études au Conservatoire national supérieur d'art dramatique, il débute la mise en scène en 1987, avec La Dispute de Marivaux au théâtre Pitoëff de Genève. De ce texte, il donne deux autres versions, l’une en 1992 et l’autre en 1997, pour laquelle Didier-Georges Gabily avait écrit un « baisser de rideau » intitulé Contention.
Il crée sa compagnie en 1988, en collaboration avec sa mère. Il se fait ensuite remarquer par des mises en scène innovantes, en particulier sur des textes de Pier Paolo Pasolini (Bêtes de style en 1992 au festival d'Avignon, Porcherie, etc.) ou de Werner Schwab, puis met également ensuite en scène des opéras.
De 1991 à 1994, il est artiste associé au Théâtre Gérard Philipe - Centre dramatique national de Saint-Denis (TGP), puis, de1994 à 1997, associé à la direction du théâtre Nanterre-Amandiers à l'invitation de Jean-Pierre Vincent. De 1998 à 2001, il codirige avec Valérie Lang le TGP de Saint-Denis dont il quitte la direction à la suite d'une grave crise financière. Il s'explique de cet échec et revient sur l'aventure de ce « Théâtre citoyen » dans un ouvrage d'entretiens avec Yan Ciret et Franck Laroze, Passions civiles, édité en 2000 par La Passe du vent.
De 2000 à 2012, il est le directeur pédagogique de l'école supérieure du théâtre national de Bretagne. Un deuxième livre d'entretiens revient sur son parcours, ses créations, sa co-direction du TGP et son activité pédagogique au sein du Théâtre national de Bretagne : Le Locataire de la parole, vol. I, réalisé avec l'auteur Frédéric Vossier, paru en 2013 aux éditions Les Solitaires intempestifs.
En 2008 il reçoit à Londres le prix Laurence Olivier Awards pour l'opéra Pelléas et Mélisande.
En 2013, il est l'un des deux artistes associés de la 67e édition du festival d'Avignon (avec l'auteur, acteur et metteur en scène Dieudonné Niangouna).
De 2014 à 2023, il est directeur du Théâtre national de Strasbourg, auquel il associe de façon paritaire, d'abord 4 puis 5 auteur·rices, 10 puis 12 metteur·ses en scène et 10 acteur·rices. Il y démultiplie les actions en faveur de tous les publics via la création, notamment, de L'autre saison (saison gratuite en parallèle de la programmation) ou La traversée de l'été (programme estival gratuit composé d'ateliers et spectacles) à la suite des confinements liés au COVID.
Il y mène également une politique très engagée en faveur des écritures contemporaines autant à travers la programmation qu'au sein des dispositifs à destination des jeunes publics (Prix Bernard-Marie Koltès, Lycéens citoyens avec La Colline, Le Grand T et le CDN de Reims,...). Il commande plusieurs textes à des auteur·rices dont des monologues pour les élèves acteur·rices de L'École du TNS rassemblés sous le titre Ce qui (nous) arrive I et II, et publiés aux Éditions espaces 34. Il crée également avec Frédéric Vossier la revue Parages consacrée aux auteurs et autrices contemporain·nes.
Dans la continuité du programme Ier Acte,, créé en collaboration avec Stéphane Braunschweig au Théâtre national de la Colline, il initie un profond renouvellement des profils sociaux et culturels des artistes intégrant l'Ecole supérieure d'art dramatique du Théâtre national de Strasbourg.
En 2018, il fête les 50 ans de cet unique théâtre national en région et invite Christiane Taubira à rêver avec lui au TNS de 2068,.
En 2023, il transmet les clés de l'établissement à Caroline Guiela Nguyen.
En 2025, le 2e volume du Locataire de la parole (éditions Les Solitaires intempestifs) revient sur ces années strasbourgeoises.
Le 1er juillet 2025, il succède à Sabine Chevallier à la direction de la maison d'édition de théâtre qu'elle avait fondée : Les Éditions espaces 34.

### Vie privée
Durant dix-huit ans, Stanislas Nordey a été le compagnon de la comédienne Valérie Lang (décédée à 47 ans en juillet 2013), dont il a fait la connaissance au Conservatoire national supérieur d'art dramatique de Paris. Dans Je veux brûler tout mon temps, Seuil, 2018, François Jonquet raconte la vie de Valérie Lang, et l’histoire d’amour qui l’a liée à Stanislas Nordey.

### Prises de position
Il co-signe en mai 2019, parmi 1 400 personnalités du monde de la culture, la tribune « Nous ne sommes pas dupes ! », publiée dans le journal Libération, pour soutenir le mouvement des Gilets jaunes et affirmant que « Les gilets jaunes, c'est nous ».

## Théâtre

### Comédien
- 1990 : Shaptai de Raphaël Sadin, théâtre Essaïon
- 1990 : Combat dans l’ouest de Vsevolod Vichnevski, mise en scène Jean-Pierre Vincent
- 1991 : Oreste de Vittorio Alfieri, mise en scène Madeleine Marion, Conservatoire national supérieur d'art dramatique
- 1992 : Le Bon Sens de Jorgos Magnotis, lecture, Festival d'Avignon
- 1997 : Contention de Didier-Georges Gabily précédé de La Dispute de Marivaux et autres bestioles, mise en scène Stanislas Nordey, Festival d'Avignon, théâtre Nanterre-Amandiers
- 1998 : Comédies féroces : Les Présidentes / Enfin mort, enfin plus de souffle / Excédent de poids / Insignifiant / Amorphe de Werner Schwab, mise en scène Stanislas Nordey, théâtre Gérard Philipe
- 1999 : Porcherie de Pier Paolo Pasolini, mise en scène Stanislas Nordey, théâtre Gérard Philipe
- 2000 : Porcherie de Pier Paolo Pasolini, mise en scène Stanislas Nordey, Comédie de Caen
- 2002 : Quai Ouest de Bernard-Marie Koltès, mise en scène Jean-Christophe Saïs, théâtre national de Strasbourg, TNT-Théâtre national de Toulouse Midi-Pyrénées, théâtre de la Ville, théâtre des 13 vents
- 2003 : Orgia de Pier Paolo Pasolini, mise en scène Laurent Sauvage
- 2005 : Les Habitants de Frédéric Mauvignier, mise en scène Stanislas Nordey, théâtre Ouvert
- 2006 : Pasteur Ephraïm Magnus de Hans Henny Jahnn, mise en scène Christine Letailleur, théâtre de Gennevilliers
- 2006 : Électre d'Hugo von Hofmannsthal, mise en scène Stanislas Nordey, théâtre national de Bretagne
- 2007 : Électre d'Hugo von Hofmannsthal, mise en scène Stanislas Nordey, théâtre national de la Colline
- 2007 : La Philosophie dans le boudoir de Sade, mise en scène Christine Letailleur, théâtre national de Bretagne, Comédie de Caen, théâtre de Gennevilliers
- 2007 : Thérèse philosophe, mise en scène Anatoli Vassiliev, Odéon-Théâtre de l'Europe Ateliers Berthier
- 2007 : Électre d'Hugo von Hofmannsthal, mise en scène Stanislas Nordey, théâtre national de la Colline
- 2008 : La Philosophie dans le boudoir de Sade, mise en scène Christine Letailleur, théâtre national de Strasbourg, MC2, tournée
- 2008 : La Ballade de la geôle de Reading d'Oscar Wilde, mise en scène Céline Pouillon, Maison de la Poésie
- 2009 : Ciels de Wajdi Mouawad, mise en scène de l'auteur, Festival d'Avignon, théâtre des Célestins, TNT-Théâtre national de Toulouse Midi-Pyrénées, tournée
- 2009 : La Famille des Orties : Douze notes prises au nord, Lecture spectacle dans le cadre de l’intégrale Koltès, mise en scène Stanislas Nordey, Arsenal
- 2010 : La Ballade de la geôle de Reading d'Oscar Wilde, mise en scène Céline Pouillon, Maison de la Poésie
- 2010 : Ciels de Wajdi Mouawad, mise en scène de l'auteur, MC2, Odéon-Théâtre de l'Europe Ateliers Berthier
- 2010 : My Secret Garden de Falk Richter, mise en scène Stanislas Nordey et l'auteur, Festival d'Avignon, Comédie de Reims, théâtre des Quartiers d'Ivry
- 2011 : La Conférence de Christophe Pellet, mise en scène Stanislas Nordey, théâtre du Rond-Point, théâtre des Treize Vents
- 2011 : Traversée, lectures à l'occasion des 40 ans de théâtre Ouvert, France Culture Festival d'Avignon
- 2011 : Clôture de l'amour de Pascal Rambert, mise en scène Pascal Rambert, Festival d'Avignon, Théâtre de Gennevilliers
- 2012 : My Secret Garden de Falk Richter, mise en scène Stanislas Nordey et l'auteur, théâtre du Nord, MC2, Théâtre du Rond-Point, tournée
- 2013 : Par les villages, de Peter Handke, mis en scène par Stanislas Nordey, Festival d'Avignon, théâtre national de la Colline
- 2014-2015 : Répétition, de et mise en scène Pascal Rambert, théâtre de Gennevilliers, tournée
- 2014 : Hinkemann d'Ernst Toller, mise en scène Christine Letailleur, théâtre national de Bretagne
- 2014 : Je redeviens cet homme nu de Georges Hyvernaud, mise en scène Céline Pouillon, Comédie de Clermont
- 2015 : Affabulazione, de Pier Paolo Pasolini, mise en scène de Stanislas Nordey
- 2016 : Je suis Fassbinder, de Falk Richter, mis en scène par l'auteur et Stanislas Nordey
- 2017 : Baal de Bertolt Brecht, mis en scène par Christine Letailleur
- 2017 : Tarkovski, le corps du poète de Simon Delétang.
- 2018 : Le Récit d'un homme inconnu de Tchekhov, mis en scène par Anatoli Vassiliev, Théâtre national de Strasbourg
- 2019 : John de Wajdi Mouawad
- 2019 : Architecture de Pascal Rambert, mise en scène de l'auteur, Festival d'Avignon puis théâtre des Bouffes du Nord et tournée
- 2019 : Partage de midi de Paul Claudel, mise en scène par Éric Vigner
- 2019-2020 : Qui a tué mon père d'Édouard Louis, théâtre national de la Colline, puis au Théâtre national de Strasbourg
- 2020 : Mithridate de Jean Racine, mise en scène Éric Vigner, Théâtre national de Strasbourg et tournée
- 2021 : Deux amis de Pascal Rambert (création à Châteauvallon-Liberté à Toulon)
- 2022 : La Question d’Henri Alleg (création au Quai d’Angers), mise en scène Laurent Meininger
- 2022 : The Silence, écrit et mise en scène Falk Richter, Théâtre national de Strasbourg, tournée
- 2024 : Clôture de l'amour de Pascal Rambert, mise en scène de l'auteur, théâtre de l'Atelier

### Metteur en scène
- 1988 : La Dispute de Marivaux, Théâtre Pitoëff Genève, Festival d'Avignon Off
- 1991 : Bête de style de Pier Paolo Pasolini, théâtre Gérard Philipe
- 1992 : Le Bon Sens de Jorgos Magnotis, lecture au Festival d'Avignon
- 1992 : La Légende de Siegfried de Stanislas Nordey, théâtre de Sartrouville, Festival Enfantillages, théâtre Gérard Philipe
- 1992 : La Dispute de Marivaux
- 1992 : Tabataba de Bernard-Marie Koltès, théâtre Gérard Philipe
- 1992 : La Conquête du pôle sud de Manfred Karge, théâtre Vidy-Lausanne, théâtre Gérard Philipe
- 1993 : Calderon de Pier Paolo Pasolini
- 1993 : Abou et Maïmouna, Festival Enfantillages
- 1993 : Notes sur Pylade, Festival de Saint-Herblain
- 1993 : 14 pièces piégées d'Armando Llamas, Studio Théâtre du CDRC de Nantes
- 1994 : Pylade de Pier Paolo Pasolini, Le Quartz, théâtre Gérard Philipe
- 1994 : Vole mon dragon d'Hervé Guibert, Rencontres d'été de la Chartreuse de Villeneuve-lès-Avignon, Théâtre de la Bastille
- 1994 : La Suffocation mécanique d'Hervé Guibert, lecture au Festival d'Avignon
- 1994 : La Vraie Vie d'Hector F. de Stanislas Nordey, théâtre de Sartrouville
- 1995 : Splendid's de Jean Genet, théâtre Nanterre-Amandiers
- 1995 : Ciment d'Heiner Müller, théâtre Nanterre-Amandiers
- 1995 : Un mal imaginaire de Maxime Montel, lecture au Festival d'Avignon
- 1995 : Le Songe d'une nuit d'été de William Shakespeare, théâtre Nanterre-Amandiers
- 1996 : Un étrange voyage de Nâzım Hikmet, Espace Malraux Chambéry, théâtre de la Ville
- 1996 : La Noce de Stanisław Wyspiański, Théâtre Nanterre-Amandiers
- 1997 : Contention de Didier-Georges Gabily précédé de La Dispute de Marivaux et autres bestioles, Festival d'Avignon, théâtre Nanterre-Amandiers
- 1997 : Champ contrechamp de Philippe Minyana, lecture au Festival d'Avignon
- 1997 : J'étais dans ma maison et j'attendais que la pluie vienne de Jean-Luc Lagarce, théâtre Ouvert
- 1998 : Mirad, un garçon de Bosnie d'Ad de Bont, théâtre Gérard Philipe
- 1998 : Le Tartuffe ou l'Imposteur de Molière, théâtre Gérard Philipe
- 1998 : Les Comédies féroces de Werner Schwab, théâtre Gérard Philipe
- 1999 : Porcherie de Pier Paolo Pasolini, théâtre Gérard Philipe
- 1999 : Les Trois Sœurs, opéra de Péter Eötvös, création à Utrecht
- 2000 : Récits de naissance de Roland Fichet, Philippe Minyana et Jean-Marie Piemme, Passerelle de Saint-Brieuc
- 2001 : Violences : Âmes et Demeures et Corps et tentations de Didier-Georges Gabily, théâtre national de Bretagne (du 13 au 20 décembre 2001), théâtre national de la Colline (du 13 octobre au 4 novembre 2001)
- 2002 : L’Épreuve du feu de Magnus Dahlström, théâtre national de Bretagne
- 2003 : Atteintes à sa vie, de Martin Crimp, Festival d'Avignon (création), théâtre national de Bretagne (du 25 au 30 novembre 2003)
- 2003-2004 : La Puce à l'oreille, de Georges Feydeau, théâtre national de Bretagne (du 13 au 29 mars 2003), théâtre du Nord, théâtre national de la Colline (du 14 mai au 18 juin 2004)
- 2004 : Le Triomphe de l'amour, de Marivaux, théâtre national de Bretagne (du 13 au 27 mars 2004)
- 2004 : Deux morceaux de verre coupant de Mario Batista, lecture Librairie de Paris
- 2005 : Les Habitants de Frédéric Mauvignier, théâtre Ouvert
- 2005 : Cris de Laurent Gaudé, théâtre Ouvert, 2006 : Comédie de Caen
- 2005 : Le Bain de Jean-Luc Lagarce, théâtre Ouvert
- 2006-2007 : Électre, d'Hugo von Hofmannsthal, théâtre national de Bretagne (du 13 au 28 janvier 2006), théâtre national de la Colline (du 3 mars au 6 avril 2007)
- 2006-2007 : Gênes 01 et Peanuts, de Fausto Paravidino, théâtre national de Bretagne (du 15 au 18 novembre 2006, puis du 27 au 30 novembre 2007), théâtre Ouvert (du 4 au 16 décembre 2006, en alternance)
- 2007 : Les Paravents de Jean Genet, Festival d’Avignon (création), Studio-Théâtre de Vitry
- 2007-2008 : Incendies de Wajdi Mouawad, théâtre national de Bretagne (6 novembre 2007, puis du 16 au 18 septembre 2008), théâtre national de la Colline (du 8 octobre au 9 novembre 2008)
- 2008 : Sept secondes (In God we trust) de Falk Richter, théâtre du Rond-Point
- 2008 : Das System (Le Système) de Falk Richter, Festival d'Avignon (création), théâtre national de Bretagne (du 13 au 22 novembre 2008)
- 2009 : La Famille des Orties : Douze notes prises au nord, Lecture spectacle dans le cadre de l’intégrale Koltès, Arsenal
- 2009-2010 : 399 secondes de Fabrice Melquiot, avec les comédiens issus des 5e et 6e promotions de l'École du théâtre national de Bretagne (du 5 au 17 novembre 2009), théâtre Ouvert (du 18 janvier au 6 février 2010)
- 2010 : Les Justes d'Albert Camus, théâtre national de Bretagne (du 2 au 13 mars 2010), théâtre national de la Colline
- 2010-2011 : My Secret Garden, de Falk Richter (co-metteur en scène), Festival d'Avignon (création), théâtre des Quartiers d'Ivry, théâtre national de Bretagne (du 6 au 15 décembre 2011)
- 2011 : La Conférence de Christophe Pellet, théâtre du Rond-Point
- 2011 : La Métamorphose d'après Franz Kafka, musique Michaël Levinas, opéra de Lille
- 2011 : Sodome, ma douce de Laurent Gaudé, théâtre Ouvert
- 2012 : Se trouver,  de Luigi Pirandello, théâtre national de Bretagne (création, du 31 janvier au 11 février 2012, puis du 25 au 28 septembre 2012), théâtre national de la Colline (du 6 mars au 14 avril 2012)
- 2013 : Tristesse animal noir,  de Anja Hilling, théâtre national de la Colline (du 11 janvier au 2 février 2013)
- 2013 : Par les villages de Peter Handke, Festival d'Avignon (création, du 7 au 13 juillet), théâtre national de la Colline (du 5 au 30 novembre 2013)
- 2014 : Neuf petites filles, de Sandrine Roche, théâtre national de Bretagne (du 15 au 26 avril 2014)
- 2015 : Affabulazione, de Pier Paolo Pasolini, théâtre national de la Colline
- 2016 : Je suis Fassbinder de Falk Richter et Stanislas Nordey au théâtre national de Strasbourg
- 2016 : Incendies de Wajdi Mouawad au Théâtre national de Strasbourg
- 2017 : Erich von Stroheim de Christophe Pellet, théâtre national de Strasbourg puis théâtre du Rond-Point
- 2019 : John de Wajdi Mouawad, Théâtre national de Strasbourg, tournée
- 2019-2020 : Qui a tué mon père d'Édouard Louis, théâtre national de la Colline, puis au Théâtre national de Strasbourg
- 2021 : Berlin mon garçon, de Marie Ndiaye, mise en scène Stanislas Nordey, Odéon Théâtre de l'Europe[22]
- 2021 : Au Bord de Claudine Galéa au Théâtre national de Strasbourg puis au théâtre national de la Colline
- 2021 : Tabataba de Bernard-Marie Koltès dans le cadre de La traversée de l'été, programme estival itinérant du TNS, avec des acteurs et actrices issus, notamment, du programme Ier Acte
- 2021 : Ce qu'il faut dire de Léonora Miano au Théâtre national de Strasbourg
- 2023 : Le Voyage dans l’Est de Christine Angot, Théâtre National de Strasbourg, Théâtre Nanterre-Amandiers
- 2025 : L'Hôtel du libre échange de Georges Feydeau, Maison de la Culture de Grenoble puis au Théâtre de l'Odéon

## Opéra
- 1997 : Le Rossignol d'Igor Stravinsky, direction Pierre Boulez, théâtre du Châtelet
- 1997 : Pierrot lunaire d'Arnold Schönberg, théâtre du Châtelet
- 1998 : Le Grand Macabre de György Ligeti, création à Enschede
- 1998 : Les Trois Sœurs de Péter Eötvös d'après Anton Tchekhov, opéra de Lyon
- 2000 : Kopernikus de Claude Vivier, création à Banff
- 2000 : Héloïse et Abélard d'Ahmed Essyad, création opéra national du Rhin, Festival Musica, théâtre du Châtelet
- 2002 : Le Balcon de Péter Eötvös d'après Jean Genet, création au festival d'Aix-en-Provence
- 2002 : Tea de Tan Dun, opéra de Lille
- 2003 : I Capuleti e i Montecchi de Vincenzo Bellini, opéra de Hanovre
- 2003 : Jeanne au bûcher d’Arthur Honegger, Festival dans la Ruhr
- 2004 : Les Nègres de Michaël Levinas d'après Jean Genet, création opéra de Lyon
- 2004 : Saint-François d’Assise d’Olivier Messiaen, opéra Bastille
- 2008 : Pelleas et Mélisande de Claude Debussy, Salzbourg, Royal Opera House, Orchestre philharmonique de Berlin, direction Simon Rattle
- 2008 : Melancholia de Georg Friedrich Haas, opéra Garnier
- 2009 : Lohengrin de Wagner au Staatsoper Stuttgart
- 2011 : Dialogue de Carmélites de Francis Poulenc au Korea National Opera Company
- 2011 : La métamorphose d'après Franz Kafka musique Michaël Levinas, opéra de Lille
- 2013 : Lucia de Lammermoor de Gaetano Donizetti à l'opéra de Lille
- 2020 : Le Soulier de Satin de Paul Claudel, livret de Raphaelle Petit, musique et dir. musicale Marc-André Dalbavie, Opéra de Paris (Garnier)

## Filmographie

### Cinéma
- 1986 : On a volé Charlie Spencer de Francis Huster
- 1993 : Trois couleurs : Bleu de Krzysztof Kieślowski
- 1996 : N'oublie pas que tu vas mourir de Xavier Beauvois : un ami de Benoît
- 2013 : Seul le feu de Christophe Pellet (court-métrage) : Thomas / Melchior
- 2017 : La Douleur d'Emmanuel Finkiel : un déporté

### Télévision
- 2017 : Un village français (saison 7) : Gustave Larcher adulte
- 2018 : Fiertés, mini-série de Philippe Faucon : Serge

## Publications
- Stanislas Nordey et Valérie Lang, Passions civiles, entretiens avec Yan Ciret et Franck Laroze, Éditions La Passe du Vent, 2000  (ISBN 2845620187)
- (it) Il corpo del testo, préface à Pier Paolo Pasolini, Teatro, Milan, A. Mondadori, 2001
- Le locataire de la parole, vol. I[3] et II[17], entretiens avec Frédéric Vossier, Les Solitaires intempestifs, 2013 et 2025.

## Distinctions

### Récompenses
- Prix du Syndicat de la critique 1993 : Prix de la révélation théâtrale de l'année pour Calderon
- Laurence Olivier Awards 2008 pour la mise en scène de Pelléas et Mélisande
- Prix du Syndicat de la critique 2010 : Prix Georges-Lerminier pour Les Justes
- Prix du Syndicat de la critique 2015 : Prix Georges-Lerminier pour Affabulazione
- Prix du Syndicat de la critique 2024 : Grand prix pour Le Voyage dans l’Est[23]

### Nomination
- Molières 2014 : Molière du comédien dans un spectacle de théâtre public pour Par les villages

### Décoration
- Officier de l'ordre des Arts et des Lettres. Promu le 13 septembre 2016[24].